# Aparecida (San Paolo)
Aparecida è un comune del Brasile nello stato di San Paolo, parte della mesoregione della Vale do Paraíba Paulista e della microregione di Guaratinguetá. Vi ha sede l'arcidiocesi di Aparecida. Ad Aparecida si è riunita tra il 13 ed il 31 maggio 2007, alla presenza di papa Benedetto XVI, la V conferenza generale dell'episcopato latinoamericano, organizzata dal Consiglio episcopale latinoamericano (CELAM).

## Monumenti e luoghi d'interesse
- Basilica di Nostra Signora di Aparecida